# 共通戦術装輪車 (偵察戦闘型)
共通戦術装輪車（偵察戦闘型）（きょうつうせんじゅつそうりんそうこうしゃ ていさつせんとうがた）は、日本の陸上自衛隊が調達予定の装輪型偵察戦闘車である。16式機動戦闘車の車体をベースとしており、同じく調達中の24式機動120mm迫撃砲、24式装輪装甲戦闘車と同じく共通戦術装輪車の1つである。開発は三菱重工業が請け負った。なお、正式名称は文書上で発表されていないが、令和7年度富士総合火力演習において、当装備の部隊使用承認が下り、「25式偵察警戒車」と命名されたことが発表された。

## 概要
24式装輪装甲戦闘車、24式機動120mm迫撃砲が2024年（令和6年）度から調達が開始されたのとは異なり、その1年後の2025年（令和7年）度から調達が始まる予定。6両で91億円が予算計上された。最終的には116両とも120両ともいわれる数が調達される予定である。プラットフォームが共通する24式装輪装甲戦闘車や24式機動120mm迫撃砲と違い、車両後方にアンテナを覆う丸みを帯びたドームや偵察用のカメラを据え置いたマスト状の構造物が搭載されていることが特徴である。

## 調達
| 予算計上年度        | 調達数 | 予算額 |
| ------------------- | ------ | ------ |
| 2025年（令和7年）度 | 6両    | 91億円 |
| 合計                | 6両    | 91億円 |

## 配備
2023年（令和5年）時点で配備部隊は明らかになっていないが、機動戦闘車との連携を明記していることから即応機動連隊および偵察戦闘大隊への配備が見込まれている。

## 登場作品

### ゲーム
『War Thunder』
2024年9月10日の大型アップデート「Dance of Dragons」で試作車が日本ツリーの「軽戦車」として「CTWV RCV」（日本語版では「共通戦術装輪車 偵察戦闘型│CTWV RCV」）の名称で実装された。